# André Milhoux
André Jules Louis Milhoux (Bressoux, 9 dicembre 1928) è un ex pilota automobilistico belga.
In Formula 1 partecipò al solo Gran Premio di Germania 1956 su una Gordini, non terminando la gara a causa di un problema al motore della sua monoposto. Ha completato 15 giri dei 22 previsti. Il belga sostituì il connazionale André Pilette, che ha avuto un incidente nelle prove. Era solito costruire macchine ma non rinunciò a guidare dopo l'indisponibilità di Pilette.

## Risultati in Formula 1
| 1956 | Scuderia       | Vettura     |  |  |  |  |  |  |     |  |  | Punti | Pos. |
| ---- | -------------- | ----------- |  |  |  |  |  |  | --- |  |  | ----- | ---- |
| 1956 | Equipe Gordini | Gordini T32 |  |  |  |  |  |  | Rit |  |  | 0     |      |

| Legenda | 1º posto     | 2º posto | 3º posto    | A punti         | Senza punti/Non class.  | Grassetto – Pole position Corsivo – Giro più veloce |
| Legenda | Squalificato | Ritirato | Non partito | Non qualificato | Solo prove/Terzo pilota | Grassetto – Pole position Corsivo – Giro più veloce |